# Ѐ
La Ѐ, minuscolo ѐ, è un carattere dell'alfabeto cirillico, una versione accentata con accento grave della regolare lettera Е. Non viene considerata una lettera indipendente.
Viene usata regolarmente in macedone per evitare ambiguità fra parole di pronuncia uguale ma significato diverso: 
- И не воведи нѐ во искушение, но избави нè од лукавиот, E non ci indurre in tentazione ma liberaci dal male.
- Сѐ што ќе напишете може да се употреби против вас!, Tutto quello che scriverete si potrà usare contro di voi.

Si può trovare la Ѐ anche in testi accentati serbi o slavo-ecclesiastici, così come in antichi libri russi. Le vocali russe accentato sono marcate con l'accento acuto invece dell'accento grave.